# Rio Mu
O rio Mu (birmanês:  မူးမြစ်) é um rio na parte superior central de Myanmar (Birmânia), e um afluente do principal rio do país, o Irauádi. Ele irriga o vale de Kabaw e parte da zona árida entre o Irauádi a leste e seu maior afluente, o rio Chindwin a oeste, flui diretamente de norte a sul por cerca de 275 quilômetros e deságua no Irauádi a oeste de Sagaing, perto de Myinmu.
Sua área de captação acima da represa Kabo é de 12.355 km². O fluxo do rio e as chuvas são sazonais e erráticas, sendo o seu nível mais baixo de janeiro a abril, subindo acentuadamente durante maio e junho, e alto de agosto a outubro. Porque o Mu está dentro da zona árida da sombra de chuva da Yoma Rakhine, ele recebe escassa precipitação de monção no verão com um total de vazão de 350 mm. Uma velha expressão popular em birmanês diz assim: Ma myinbu, Mu myit htin - Se você ainda não viu um rio antes, você pensaria que o Mu é isso. Também pode ser chamado de Mu Chaung (riacho) ao invés de Mu Myit (rio) por alguns.
O vale arborizado no trecho superior do rio Mu é habitado pelas minorias kadu e kanan, enquanto que o fértil vale inferior constitui parte da terra natal da maioria étnica dos birmanes.

## História
Em 1503 Mong Yang, da etnia shan, atacou e tomou a guarnição norte da cidade de Myedu, que protegia o vale irrigado do rio Mu, um celeiro importante para o reino birmanes de Ava. Estes ataques culminaram em uma invasão total em 1524 e o estabelecimento do governo shan (1527-1555). O vale de Kabaw sofreu muitas invasões do reino de Manipur a oeste, mais notadamente durante o reinado de Garibaniwaj (1709-1748), quando seu exército atravessou os rios Chindwin e Mu, tomou Myedu, e chegou até Sagaing, no lado oposto da capital Ava. A situação inverteu-se em 1758 depois de o rei Alaungpaya ascender ao trono birmanês e invadir Manipur.
Descendentes de portugueses cativos (ou Bayingyi), capturados pelo rei Anaukpetlun após derrotarem o aventureiro Filipe de Brito e Nicote e se instalarem na área no século XVII, ainda mantêm sua fé católica romana. E até hoje sua ascendência portuguesa é perceptível a partir de suas características.
A ponte ferroviária sobre o rio Mu foi destruída pelas forças japonesas em retirada durante a Segunda Guerra Mundial. Durante abril e julho de 1943, os B-25 Mitchell da Força Aérea dos Estados Unidos atacaram a ponte entre Ywataung e Monywa com pouco sucesso, mas acidentalmente encontraram um método de bombardeio bem-sucedido no Ano Novo de 1944. O 490.º esquadrão tornou-se tão eficiente que ganhou o prêmio "Caçadores da Ponte da Birmânia".
O relato de uma testemunha ocular afirma que, na época do massacre de Depayin, em maio de 2003, a maioria das vítimas mortas foi queimada e os restos jogados no rio Mu.

## Flora e fauna
A caducifólia de folhas largas e madeira de lei do gênero botânico Dipterocarpus spp., principalmente a D. tuberculatus, domina as florestas mistas juntamente com algumas ingyin Pentacme suavis e Shorea oblongifolia, taukkyan (Terminalia elliptica), thitsi (Melanorrhoea usitata),  bambu, e kaing grama (Saccharum spp.) em torno de furos de água.
O Refúgio da Vida Selvagem de Chatthin, com o rio Mu próximo de sua fronteira oriental, foi designado um santuário da vida selvagem em 1941 para a preservação do cervo de Eldi, Thamin (Cervus Eldi Thamin). Houve um declínio na população de grandes mamíferos, do fim da Segunda Guerra Mundial até a década de 1980, e estes incluem o tigre, o urso, o leopardo, o gauro, o banteng, o cão-selvagem-asiático, o cervo barking e o cervo porcino.
O pato-de-asa-branca (Cairina scutulata), uma espécie em extinção de pato da floresta, é nativo do rio Mu.

## Desenvolvimento
O vale do rio Mu é fértil e os esforços do governo para desenvolver a região pode ser visto no Projeto do Vale do Rio Mu. A ponte do rio Mu foi concluída em abril de 2000, uma ponte rodo-ferroviária que liga Monywa, Budalin, Dabayin, Ye-U e Kin-U. De Kin-U ela tem ligação com a linha férrea Mandalay - Myitkyina, e de Monywa com a linha Sagaing-Monywa.
A represa de Kabo foi construída no rio Mu entre 1901-1907 pela administração colonial britânica. A maior represa e reservatório na região em Thaphanseik para irrigação e usina hidrelétrica (30 MW) foi também concluída em maio de 2002, com o auxílio da China.